# Exekutiv auktion
En exekutiv auktion är en auktion som förrättas av en exekutiv myndighet eller åtminstone på dess uppdrag och ansvar och i enlighet med bestämmelserna om utsökning. Hit hör alla utmätningsauktioner och de konkursauktioner där exekutiv myndighet anlitas. En exekutiv auktion är en offentlig förrättning, närmare bestämt en verkställighetsåtgärd som har till syfte att genom realisation av gäldenärens egendom åstadkomma medel för betalning av  borgenärernas fordringar.

## Sverige
I Sverige finns det utförliga bestämmelser för hur detta ska gå till, till exempel beträffande kungörandet, platsen för auktionen, vem som skall förrätta den och den procedur som därvid skall följas enligt 8–12 kapitlen i utsökningsbalken. Vid försäljning av fastighet ska skyddsbeloppet fastställas med beaktande av eventuellt ägarhypotek. Åsidosättande av dessa föreskrifter föranleder i regel att förrättningen, om den överklagas, undanröjes, vilket då får till följd att det avtal som slöts vid auktionen förfaller. För klagan över exekutiv fastighetsauktion finns viss tid bestämd efter vilken auktionen vinner laga kraft. Exekutiva auktioner på lös egendom förrättas av utmätningsman, vanligen kronofogden. Kronofogden kan dock på eget ansvar i sitt ställe sätta någon annan godkänd person eller låta auktionen verkställas genom befintligt auktionsföretag. 
Exekutiv försäljning ger köparen samma rätt till den sålda egendomen som frivillig försäljning. Kronofogdemyndighetens beslut får överklagas av den som beslutet angår, om det har gått honom emot. Tingsrätten får, utan att motparten dessförinnan har getts tillfälle att yttra sig över överklagandet, förordna att någon åtgärd för verkställighet tills vidare inte skall vidtas eller, om det finns synnerliga skäl, att en redan vidtagen åtgärd skall hävas (inhibition).